# Angelets del Vallespir

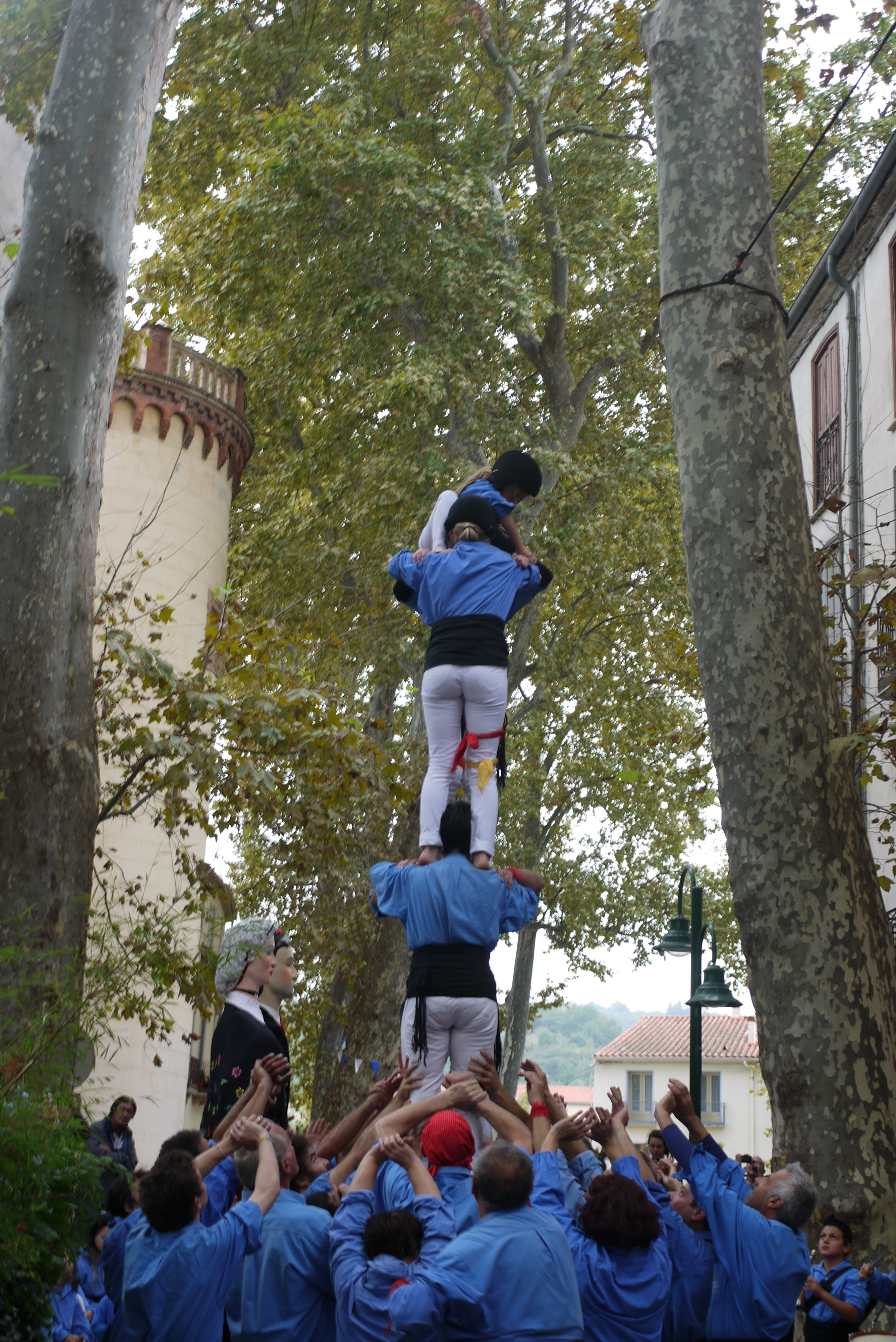
Els angelets en acció

Els Angelets del Vallespir van ser una colla castellera de Sant Joan de Pladecorts, al Vallespir. Va ser fundada el 2001 i el seu millor castell era el 3 de 7, aconseguit en una única ocasió el 2007, el pilar de 5, el 4 de 6 net, el 2 de 6 i el 4 de 6 amb l'agulla. Vestien amb camisa de color blau cel.
Era una de les colles castelleres de la Catalunya del Nord, juntament amb els Castellers del Riberal (1997), els Pallagos del Conflent (2013) i la colla universitària Mangoners de la Universitat de Perpinyà. Conjuntament amb les altres colles nord-catalanes, havien participat en actes de suport a l'ensenyament del català a la Catalunya Nord, com la Bressolada, organitzat per l'associació cultural La Bressola.

## Història
La colla va començar a assajar l'estiu del 2001 i va fer la seva primera actuació, encara amb camisa blanca, el mes d'agost d'aquell any. Es tractà de la segona colla castellera creada a la Catalunya Nord, quatre anys després de la fundació dels Castellers del Riberal. Van estrenar les camises blaves el 5 de maig del 2002, el dia del seu bateig. En aquella diada, celebrada conjuntament amb els Castellers del Riberal i els Nens del Vendrell en qualitat de padrins, van descarregar un pilar de 4, un 4 de 5 net amb l'agulla, un 3 de 6 i una torre de 5. El nom d'Angelets s'escollí en referència als Angelets de la Terra, que és el nom amb què eren coneguts els pagesos del Rosselló que es van alçar el segle xvii contra el rei Lluís XIV de França en protesta per l'establiment de l'impost de la gabella o impost sobre la sal.
Van tenir una baixada d'efectius a final del 2017 i l'any 2018 ja només van fer pilars de 4. El 2019 van deixar d'actuar, es van dissoldre i es van donar de baixa de la Coordinadora de Colles Castelleres de Catalunya.